# Purita Campos
Pour les articles homonymes, voir Campos.
Purita Campos, pseudonyme de Purificación Campos Sánchez (née le 18 août 1937 à Barcelone et morte le 19 novembre 2019 à Madrid), est une dessinatrice de bande dessinée espagnole.
Elle a travaillé à partir des années 1950 sur de nombreuses séries féminines pour les marchés espagnol et européen. Patty's World (es), écrite par le Britannique Philip Douglas, est sa production la plus connue.

## Prix et distinctions
- 2004 : prix Haxtur de l'« auteur que nous aimons », pour l'ensemble de sa carrière[réf. souhaitée]
- 2009 : médaille d'or du mérite des beaux-arts[2]